# Bulbophyllum mystax
Bulbophyllum mystax é uma espécie de orquídea (família Orchidaceae) pertencente ao gênero Bulbophyllum. Foi descrita por André Schuiteman em 2002.